# Ljudmila Alexandrowna Wolkenstein

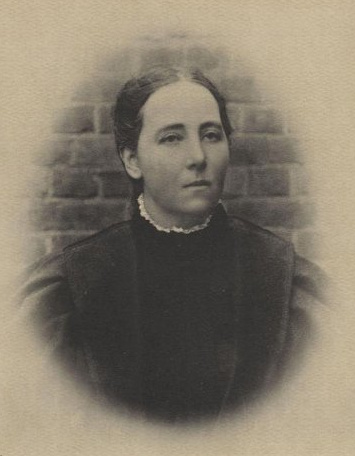
Ljudmila Wolkenstein

Ljudmila Alexandrowna Wolkenstein (russisch Людмила Александровна Волкенштейн; wissenschaftliche Transliteration Ljudmila Aleksandrovna Volkenštejn, * 30. September 1855 in Kiew; † 23. Januar 1906 Wladiwostok) war eine russische Revolutionärin und Mitglied der Narodnaja Wolja.

## Leben
In wohlhabenden Verhältnissen in Kiew aufgewachsen, heiratete Ljudmila (geb. Alexandrowna) im Jahr 1876 den Arzt Alexander Wolkenstein. Dieser war Mitglied des sozialrevolutionären Zirkels um Nikolai Wassiljewitsch Tschaikowski und wurde 1877 verhaftet, jedoch kurz darauf freigesprochen. 1877 gebar Ljudmila ihren gemeinsamen Sohn Sergej Wolkenstein, nach der Geburt ließ sie sich in Kiew zur Krankenschwester ausbilden.
1879 organisierte die Narodnaja Wolja die Ermordung des Gouverneurs von Charkow, Prinz Dmitri Kropotkin, den die Revolutionäre für die brutale Behandlung politisch Gefangener und Oppositioneller verantwortlich machten. Ljudmila Wolkenstein beteiligte sich an der Planung des Attentats und mietete unter falschem Namen eine Wohnung in Charkow, die der Gruppe als Versteck und Ausgangspunkt für den Anschlag dienen sollte. Am 21. Februar 1879 erschoss der russische Revolutionär Grigori Goldenberg den Gouverneur. Kurz darauf trennte sich Ljudmila Wolkenstein von ihrem Ehemann und verließ Russland.
Vier Jahre lang lebte die Revolutionärin in der Schweiz, in Frankreich, Italien, der Türkei, Bulgarien und Rumänien, bis sie sich im August 1883 unter falschem Namen in Sankt Petersburg niederließ. Dort wurde sie im Herbst 1883 entdeckt und festgenommen. Im darauffolgenden Prozess – in dem auch die Revolutionärin Wera Nikolajewna Figner angeklagt wurde – lehnte Wolkenstein die Verteidigung ab und erkannte die Legitimität des Militärbezirksgerichtes nicht an. Am 10. Oktober 1883 wurde das Todesurteil gegen Wolkenstein ausgesprochen, das kurz darauf in eine zwanzigjährige Haftstrafe umgewandelt wurde. Die nächsten 13 Jahre befand sich Wolkenstein in der Festung Schlüsselburg in der Nähe von Petersburg.
Nach 18-monatiger Haftzeit wurde Wolkenstein ein gemeinsamer Spaziergang mit der ebenfalls in Schlüsselburg inhaftierten Wera Figner gestattet. Als Wolkenstein erfuhr, dass nicht alle Inhaftierten dieses „Privileg“ genossen, überredete Wolkenstein ihre Mitgefangene, auf weitere gemeinsame Spaziergänge solange zu verzichten, bis allen anderen das gleiche Recht eingeräumt werde. Figner schrieb später in ihren Memoiren über Ljudmila Wolkenstein: „Es dürfte keinen humaneren Menschen geben als die Wolkenstein. Eine grenzenlose Nachsicht in jeder Beziehung war ihr charakteristischster Zug. 'Alle bedürfen wir der Nachsicht', das war ihr Lieblingssprichwort und so stark trat ihre seelische Milde, ihre Liebe zu allen Lebewesen hervor, dass sie stets auswich, um die Insekten nicht zu zertreten, die ihr in den Weg kamen. (…) Handelte es sich aber um eine Idee, um ein Recht, das verfochten werden musste, so vereinte sich diese ihre Weichheit und Milde mit absoluter Zähigkeit und Unnachgiebigkeit. (…)“
Anlässlich der Krönung von Nikolaus II. erhielt Wolkenstein im Jahr 1896 eine Strafminderung, die an die Bedingung gekoppelt war, sich auf der sibirischen Insel Sachalin niederzulassen. Nach kurzem Haftaufenthalt in der Peter-und-Paul-Festung wurde sie im März 1897 zunächst in das Gefängnis von Odessa gebracht, wo sie ihre Memoiren verfasste. In Odessa traf sie ihren ehemaligen Ehemann Alexander Wolkenstein wieder, der sich entschied, Ljudmila nach Sachalin zu folgen. Im November 1897 kam sie in Sachalin an, wo sie gemeinsam mit Alexander Wolkenstein in einem Krankenhaus arbeitete.
Im Sommer 1902 siedelte sich Wolkenstein in Wladiwostok an. 1904 beteiligte sie sich im Russisch-Japanischen Krieg, wo sie Pflegekurse organisierte und revolutionäre Propaganda unter den Soldaten betrieb. Während einer Antikriegs-Demonstration, an der Wolkenstein am 23. Januar 1906 in Wladiwostok teilnahm, wurde sie von Regierungstruppen, die das Feuer auf die Demonstration eröffneten, tödlich verwundet.